# Así te deseo
Así te deseo es una película coproducida entre Argentina y Uruguay, en blanco y negro dirigida por Belisario García Villar según su propio guion que se estrenó el 18 de febrero de 1948 y que tuvo como protagonistas a Roberto Airaldi, Anaclara Bell y Daniel de Alvarado. La película fue filmada en estudios de Uruguay. En 1932 fue rodada en Estados Unidos otra versión dirigida por George Fitzmaurice protagonizada por Greta Garbo titulada Como tú me deseas ( As You Desire Me en su nombre original.
Desde el punto de vista técnico la película debe ser considerada una producción enteramente de Uruguay, filmada en ese país cuando en Argentina escaseaba el celuloide, aunque los actores y técnicos sean esencialmente argentinos. La asignación como coproducción fue realizada para acogerse en Argentina a los beneficios de la obligatoriedad de exhibición.

## Sinopsis
Una mujer ocupa el lugar de una esposa muerta siete años antes.

## Reparto
- Roberto Airaldi
- Anaclara Bell
- Daniel de Alvarado
- Carmen Idal
- Carlos Morganti
- Angelina Pagano
- Amalia Sánchez Ariño
- Ernesto Vilches

## Comentario
Calki en El Mundo opinó:

”Amanerada y enfática versión de una obra de Pirandello…débil reflejo del concepto pirandeliano de lo que es realidad y lo que es ilusión y de cómo esta última puede convertirse en aquella al simple contacto de un amor auténtico.”